# Abigail Asoro
Abigail Asoro, po mężu Glomazic (ur. 1 sierpnia 1993 w Osterhaninge) – szwedzka koszykarka, grająca na pozycji niskiej skrzydłowej, reprezentantka kraju.
W 2014 została uznana za trzecią najlepszą zawodniczkę Junior College w kraju przez magazyn Peach State Basketball. Przeniosła się wtedy na West Virginia University, jednak nie wystąpiła w żadnym meczu tego sezonu (2014/2015).
4 lipca 2019 dołączyła do Ślęzy Wrocław.
22 sierpnia 2020 została zawodniczką CCC Polkowice. 7 grudnia opuściła klub.

## Osiągnięcia
Stan na 28 listopada 2020, na podstawie, o ile nie zaznaczono inaczej.
NJCAA
- Mistrzyni regionu XI (2014)
- Zaliczona do:
  - I składu:
    - All-America Team (2014 przez WBCA)
    - Iowa Community College Athletic Conference (ICCAC) All-Region (2014)

  - składu honorable mention NJCAA All-America (2013)

Drużynowe
- Mistrzyni Wielkiej Brytanii (2016)[8]

Indywidualne
(* – nagrody przyznane przez portale eurobasket.com, latinbasket.com)
- MVP finałów brytyjskiej ligi WBBL (2016)[9]
- Zaliczona do II składu*:
  - WBBL (2016)[10]
  - DBBL (2018)[11]

Reprezentacja
- Uczestniczka mistrzostw Europy:
  - U–20 (2013 – 13. miejsce)
  - U–18 (2011 – 4. miejsce)
  - U–16 (2009)
- Mistrzyni Skandynawii U–18 (2011)
- Zaliczona do I składu mistrzostw Skandynawii (2011)